# Unione Sportiva Tolentino 2003-2004
Questa pagina raccoglie le informazioni riguardanti l'Unione Sportiva Tolentino nelle competizioni ufficiali della stagione 2003-2004.

## Rosa
| N. |                   | Ruolo | Calciatore       |
| -- | ----------------- | ----- | ---------------- |
|    | Italia (bandiera) | D     | Juri Barucca     |
|    | Italia (bandiera) | A     | Steno Berdini    |
|    | Italia (bandiera) | C     | Matteo Bogani    |
|    | Italia (bandiera) | C     | Domenico Di Cola |
|    | Italia (bandiera) | A     | Mario Di Felice  |
|    | Italia (bandiera) | P     | Edoardo Domanico |
|    | Italia (bandiera) | C     | Fabio Favi       |
|    | Italia (bandiera) | C     | Nicola Fiorani   |
|    | Italia (bandiera) | C     | Filippo Gattari  |
|    | Italia (bandiera) | A     | Dario Ludovisi   |
|    | Italia (bandiera) | D     | Marco Maccari    |
|    | Italia (bandiera) | D     | Carlo Mammarella |
|    | Italia (bandiera) | C     | Matteo Monti     |
|    | Italia (bandiera) | C     | Marco Morbidoni  |

| N. |                   | Ruolo | Calciatore         |
| -- | ----------------- | ----- | ------------------ |
|    | Italia (bandiera) | A     | Mattia Nicolini    |
|    | Italia (bandiera) | D     | Riccardo Onorato   |
|    | Italia (bandiera) | A     | Andrea Pandolfi    |
|    | Italia (bandiera) | C     | Massimo Piolanti   |
|    | Italia (bandiera) | D     | Michele Piriti     |
|    | Italia (bandiera) | D     | Andrea Polizzano   |
|    | Italia (bandiera) | A     | Roberto Prato      |
|    | Italia (bandiera) | P     | Alessio Recchi     |
|    | Italia (bandiera) | A     | Alessio Rosa       |
|    | Italia (bandiera) | C     | Stefano Serangeli  |
|    | Italia (bandiera) | A     | Gianluca Tomassini |
|    | Italia (bandiera) | A     | Matteo Vallaroni   |
|    | Italia (bandiera) | C     | Daniele Vitali     |